# Anisia ruficoxa
Anisia ruficoxa är en tvåvingeart som beskrevs av Wulp 1890. Anisia ruficoxa ingår i släktet Anisia och familjen parasitflugor. Inga underarter finns listade i Catalogue of Life.